# Marc Quiblier
Marc Marcel Quiblier (Parigi, 1º novembre 1925 – Fougères, 15 maggio 1996) è stato un cestista francese.

## Carriera
Con la Francia ha disputato tre edizioni dei Campionati europei (1949, 1951, 1953), vincendo una medaglia d'argento e due di bronzo.